# MO 120 RT
Le Mortier 120 mm Rayé Tracté Modèle F1 (Mo-120-RT) aussi appelé Mo-120-RT-61 par son fabricant d'origine Brandt Thomson est un mortier français de 120 mm. Il est mis en service en 1973 pour remplacer le mortier AM-50 et est construit par TDA Armements (filière de Thales). Il équipe une vingtaine d'armées dans le monde.

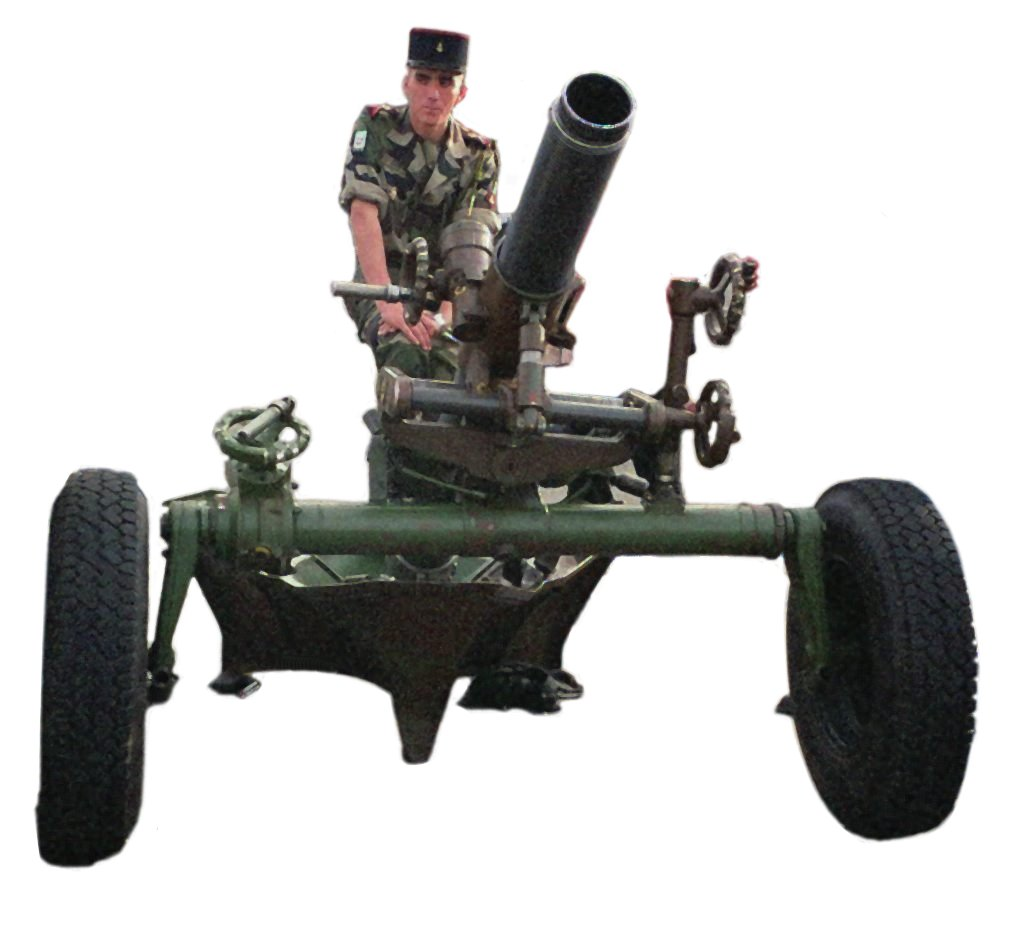
Mo-120-RT

## Historique
Le Mo-120-RT est inventé par l'ingénieur Roger Crépin et son équipe en 1961. Il reprend la particularité du mortier AM-50 dont il est inspiré de pouvoir tirer en s'appuyant sur son train de roulement, tout en alégeant le dispositif pour des performances similaires.
La production du Mo-120-RT par Brandt Thomson atteint 700 exemplaires tandis que Thales (propriétaire de TDA Armements) annonce avoir produit 1600 mortiers, sans compter les productions sous licence.

## Caractéristiques

### Mortier
Le Mo-120-RT est un mortier de 120 mm avec un tube rayé long de 2 mètres, large de 1,94 mètres et long de 3,10 mètres et mis en service par six hommes (un chef de pièce, un pointeur, un chargeur-tireur, un artificier, un pourvoyeur et un conducteur). Le mortier est composé de plusieurs éléments : un tube rayé de 133 kilos, une plaque de base de 204 kilos et un affût de 285 kilos, pour une masse totale de 622 kilos.
Le tir se fait par percussion automatique ou commandée en s'appuyant sur le train rouleur tandis que le chargement est manuel et permet une cadence normale de six coups par minute ou une cadence maximale de vingt coups par minute. La mise en batterie et la sortie de batterie du mortier ne demande que deux minutes, en raison de l'absence de nécessité d'aménager le terrain.

### Mobilité
Le Mo-120-RT peut être tracté par n'importe quel véhicule militaire équipé d'un crochet adapté, ainsi il est aussi bien tracté par des VAB, des AMX-10P ou des VLRA dans l'armée française. Une version spécialisée du VAB appelée VTM 120 (pour Véhicule Tracteur de Mortier de 120 mm) est destinée à mettre en oeuvre ce mortier et peut transporter 70 obus. Depuis 2021, le Mo-120-RT peut être tracté avec des skis afin de permettre son déplacement en cas de neige, particulièrement en montagne.
Le Mo-120-RT peut également être transporté par voie aérienne, aussi bien par parachutage, par transport sous élingue, ou par transport en carlingue. Le mortier et ses munitions représentent une charge d'environ une tonne.

### Munitions et portées
Le Mo-120-RT tire des obus deux fois plus puissants que le calibre 105 mm ou les obus de mortier lisse de 120 mm et aussi efficaces que le calibre 155 mm. Il peut tirer une vaste gamme de munitions, dont:
- Obus explosif Modèle 1944 d'une portée de 6,2 km[5]
- Obus explosif PR14 d'une portée de 8,2 km
- Obus explosif à portée aditionnée PRPA d'une portée de 13 km
- Obus Munition Guidée de Mortier d'une portée de 15 km
- Obus anti-blindés PRAB destiné à neutraliser les blindés légers
- Obus fumigène PRFUM destiné à marquer ou aveugler une cible ou à masquer le mouvement des troupes
- Obus d'exercice PLPN destiné à l'entrainement des servants
- Obus lumineux PRECLAIR destiné à illuminer le champ de bataille
- Obus infrarouge PRECLAIR IR destiné à illuminer le champ de bataille visible uniquement par des optiques infrarouges

Les munitions du Mo-120-RT sont sensibles aux fortes températures, au delà de 50° la chaleur peut dégrader la précision des tirs.

### Versions
Le Mo-120-RT existe en plusieurs versions en raison notamment de productions sous licence, dont :
- HY-12 Tosam : copie fabriquée sous licence par MKEK en Turquie[12]
- Type 96 : copie fabriquée sous licence par Howa au Japon[12]
- M327 : copie fabriquée sous licence par General Dynamics aux États-Unis[13]
- 2R2M : mortier embarqué sur véhicules blindés de plus de 10 tonnes dérivé du Mo-120-RT[4]

## Utilisateurs

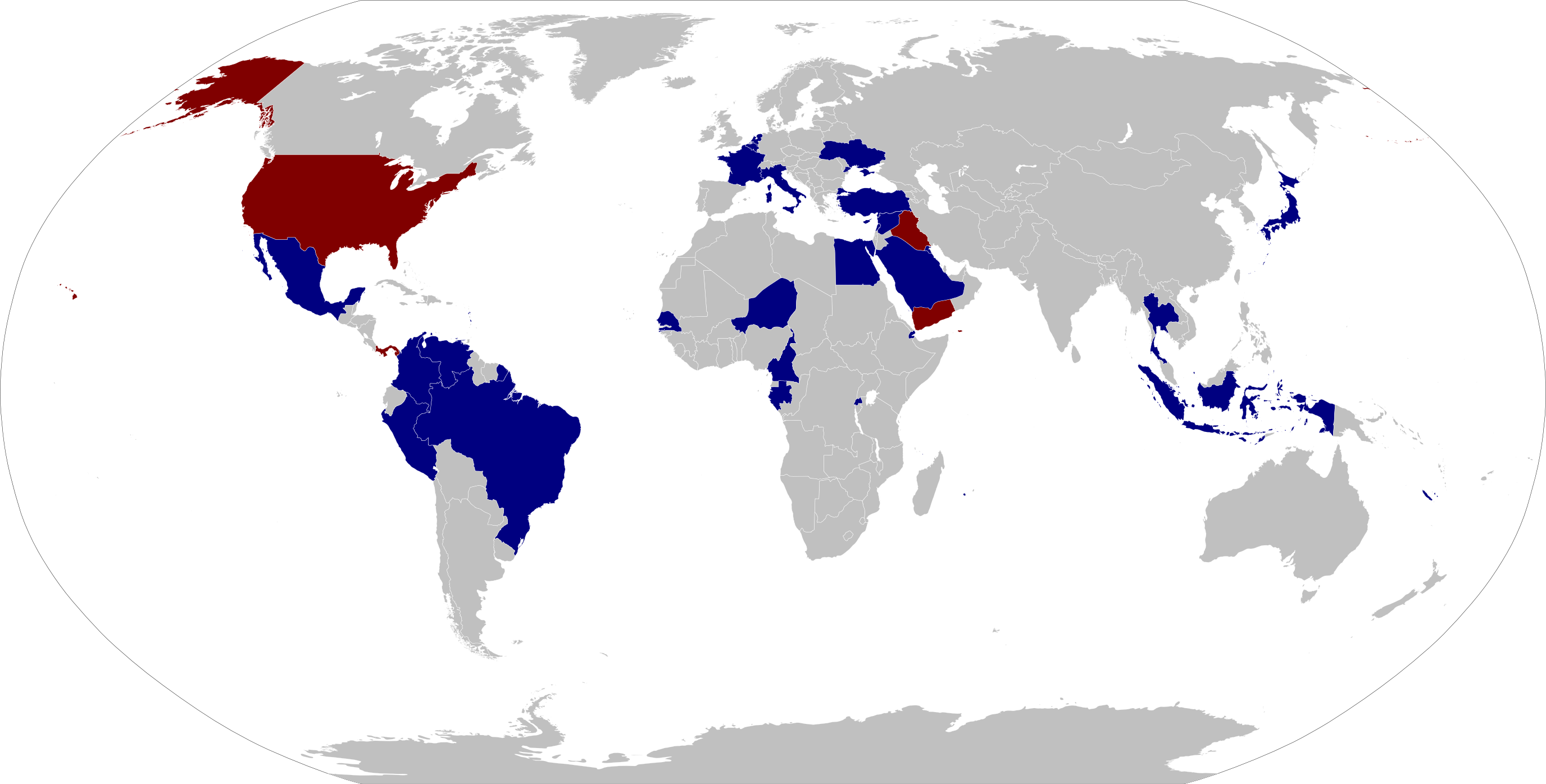
Utilisateurs du mortier Mo-120-RT
Actuels pays utilisateurs
Anciens pays utilisateurs

### Utilisateurs actuels
Arabie saoudite
Garde nationale saoudienne : 200 Mo-120-RT sont livrés en 1991 et 1992.
 Belgique
Composante terre : 52 Mo-120-RT sont livrés en 1965 et 1966. En réponse à l'invasion russe de l'Ukraine, 4 Mo-120-RT belges sont livrés aux forces armées ukrainiennes en novembre 2022. Les mortiers encore en service doivent être remplacés par 24 Griffon MEPAC équipés du mortier 2R2M.
 Brésil
Armée de terre brésilienne : 77 Mo-120-RT sont livrés en 1992 et 1993.
 Cameroun
Forces armées camerounaises : 16 Mo-120-RT sont livrés en 1973. Au moins 5 mortiers MO-120-RT sont mobilisés pendant le conflit frontalier entre le Nigéria et le Cameroun à propos de la péninsule de Bakassi.
 Chypre
Garde nationale chypriote : 114 Mo-120-RT sont livrés en 1990 et 1991. Ils sont tractés par des camions ACMAT VLRA 4 × 4 qui transportent également les servant et les munitions du mortier.
 Colombie
Armée nationale colombienne : 70 HY-12 sont livrés en 2009(38 selon le SIPRI). Les munitions initialement vendues se révélant être peu fiables, elles furent remplacées par d'autres de l'entreprise Force Improvement LLC plus fiables.
 Djibouti
Armée de terre de Djibouti : 20 Mo-120-RT sont livrés en 1981, puis 6 autres sont livrés en 2021 possiblement de seconde main. 
 Égypte
Armée de terre égyptienne : 48 Mo-120-RT de seconde main sont livrés en 2006 par les Pays-Bas, ils sont tractés par des YPR-765 PRMR.
 France
Armée de terre : 175 Mo-120-RT en service en 2024.
| Année | Nombre de postes de tir |
| ----- | ----------------------- |
| 2007  | 361                     |
| 2011  | 192                     |
| 2014  | 128                     |
| 2016  | 171                     |
| 2018  | 140                     |
| 2019  | 181                     |
| 2021  | 132                     |
| 2024  | 175                     |

Entrée en dotation en 1973, le Mo-120-RT est initialement mis en service par les régiments d'infanterie au sein d'une Section de Mortier Lourd (SML) de six mortiers tractés par des VAB, des AMX-10P ou des VLRA. Au début des années 2000, les Mo-120-RT sont affectés à l'artillerie en double dotation pour former des batteries d'artillerie équipées de huit mortiers. Le taux de disponibilité de ce matériel varie entre 51% et 62% avec un âge moyen de 35 ans en 2019.
| Régiment                                            | Dotation actuelle (2024) | Subordination                                       |
| --------------------------------------------------- | ------------------------ | --------------------------------------------------- |
| 1er Régiment d'Artillerie                           | 12                       | 1re Division Blindée                                |
| 68e Régiment d'Artillerie d'Afrique                 | 6                        | 7e Brigade Blindée                                  |
| 11e Régiment d'Artillerie de Marine                 | 9                        | 9e Brigade d'Infanterie de Marine                   |
| 3e Régiment d'Artillerie de Marine                  | 9                        | 6e Brigade Légère Blindée                           |
| 40e Régiment d'Artillerie                           | 9                        | 2e Brigade Blindée                                  |
| 93e Régiment d'Artillerie de Montagne               | 9                        | 27e Brigade d'Infanterie de Montagne                |
| 35e Régiment d'Artillerie Parachutiste              | 9                        | 11e Brigade Parachutiste                            |
| 13e Demi-Brigade de Légion Etrangère                | 4                        | 6e Brigade Légère Blindée                           |
| 3e Régiment de Parachutistes d'Infanterie de Marine | ?                        | 11e Brigade Parachutiste                            |
| 1er Régiment de Chasseurs d'Afrique                 | 12                       | Commandement de l'entrainement au combat interarmes |

À partir de 2024, le Mo-120-RT est remplacé dans les régiments d'artillerie par le Griffon MEPAC équipé du mortier 2R2M,, ce qui permet de recréer des sections équipées de mortiers Mo-120-RT dans l'infanterie française. Un total de 21 sections de mortier de 120 mm doivent être recrées, avec chacune quatre mortiers tractés par des VBMR Griffon ou des VBMR-L Serval. Les servants des SAM (Section d'Appuis Mortier) équipées de Mo-120-RT sont d'anciens servants de Mo-81 LLR issus des unitées d'infanterie.
 Gabon
Armée de terre gabonaise : 4 Mo-120-RT sont livrés en 1986.
 Indonésie
Armée de terre gabonaise : 75 Mo-120-RT sont livrés entre 1962 et 1964.
 Italie
Armée de terre italienne : 139 Mo-120-RT sont livrés entre 2000 et 2004, une partie étant installée sur châssis M106 chenillé.
En réponse à l'invasion russe de l'Ukraine, des Mo-120-RT italiens sont livrés aux forces armées ukrainiennes en décembre 2022.
 Japon
Force terrestre d'autodéfense japonaise : 503 Type 96 sont livrés entre 1990 et 2023, dont 24 sont montés sur un châssis chenillé Type 73 et servent à équiper la campagnie d'appui des régiments d'infanterie japonais.
 Koweït
Armée de terre koweïtienne : 40 Mo-120-RT en service en juillet 1990 avant l'invasion du Koweït par l'Irak.
 Liban
Forces terrestres libanaises : 15 Mo-120-RT sont livrés en 1971.
 Mexique
Armée mexicaine : 32 Mo-120-RT sont livrés en 1988.
 Niger
Forces armées nigériennes : 4 Mo-120-RT sont livrés en 1980.
 Pays-Bas
Forces armées néerlandaises : 145 Mo-120-RT sont livrés entre 1966 et 1968. Ils doivent être remplacés par un nouveau mortier issu du projet "Licht Indirect Vurend Systeem" (signifiant système de tir indirect léger).
En réponse à l'invasion russe de l'Ukraine, 6 Mo-120-RT néerlandais sont livrés aux forces armées ukrainiennes en novembre 2022 (10 selon le SIPRI).
 Pérou
Armée péruvienne : 39 Mo-120-RT sont livrés en 1969.
 Rwanda
Forces armées rwandaises : 25 Mo-120-RT sont livrés en 1990 et 1991. Ils auraient été utilisés par des militaires français de l'opération Noroît pour stopper les offensives de l'Armée Patriotique Rwandaise en 1992 et 1993,.
 Sénégal
Armée de terre sénégalaise : 8 Mo-120-RT sont livrés en 1966.
 Syrie
Hayat Tahrir al-Cham : au moins un HY-12, probablement livré par la Turquie, est utilisé au cours de l'offensive contre Alep en 2024 pour bombarder l'Armée arabe syrienne.
 Thaïlande
Armée royale thaïlandaise : 200 Mo-120-RT sont livrés entre 1976 et 1980.
 Turquie
Armée de terre turque : 575 HY-12 en service en 2024, tractés par des camions Unimog transportant les six servants et 60 obus. L'entreprise turque Anzatsan propose aussi le mortier HY-12 monté sur un châssis de BTR-80.
 Ukraine
Forces armées de l'Ukraine : au moins 20 Mo-120-RT sont livrés en 2022 par la Belgique, la France, les Pays-bas et l'Italie en réponse à l'invasion russe de l'Ukraine. Ils sont en service au sein de la 10e Brigade d'assaut de montagne et de la 93e Brigade mécanisée.
 Venezuela
Armée de terre vénézuélienne : 36 Mo-120-RT sont livrés en 1964 et 1977, au moins neuf exemplaires sont rénovés en 2022.

### Anciens Utilisateurs
États-Unis
United State Marine Corps : 66 M327 sont livrés entre 2008 et 2013 et destinés à être tractés par des véhicules légers M1161 Growler (en) pouvant embarquer dans l'avion MV-22B Osprey ou dans l'hélicoptère CH-53 Sea Stallion. Les mortiers sont retirés du service en 2018 en raison de la difficulté à charger le véhicule Growler dans les MV-22 Osprey et de son manque de protection, la nécessité d'avoir une artillerie très légère étant moins nécessaire avec le remplacement du M198 par le M777 très mobile. Les ressources ainsi libérées serviront à améliorer la porté du M777.
 Panama
Forces de défense du Panama : un nombre inconnu de Mo-120-RT était en service avant la dissolution des Forces de défense du Panama en Forces publiques du Panama.
 République d'Irak
Forces armées irakiennes : un nombre inconnu de Mo-120-RT était en service avant la chute de la République d'Irak en 2003.
 Yémen du Nord
Forces armées du Yémen du Nord : 2 Mo-120-RT de seconde main sont livrés en 1966, probablement par l'Arabie saoudite, et mis en œuvre par des mercenaires français.

### Pays évaluateurs
Côte d'Ivoire
Armée de terre : quarante artilleurs ivoiriens sont formés à l'utilisation du Mo-120-RT par les Forces Françaises en Côte d'Ivoire en juillet 2019 avec le tir d'une cinquantaine d'obus.

## Engagements

### Force intérimaires des Nations unies au Liban
Dans le cadre de la FINUL, l'armée française déploie des Mo-120-RT au Sud-Liban dès 1982.

### Conflit tchado-libyen
Lors de l'Opération Manta, une section de six Mo-120-RT du 11e Régiment d'Artillerie de Marine est déployée le 14 août 1983 à N'Djamena puis dans le reste du Tchad,.

### Guerre du Golfe
Lors de la guerre du Golfe, 20 Mo-120-RT sont mis en service au sein de la division Daguet, dont deux sections de six mortiers issues du 2e Régiment Etranger d'Infanterie. Ils servirons notamment à bombarder l'aérodrome d'As Salman le 25 février 1991, un total de 560 obus étant tiré le 24 et 25 février.
Des Mo-120-RT irakiens auraient aussi été mis en service contre la coalition menant l'opération Tempête du désert.

### Guerre de Bosnie-Herzégovine
Lors du siège de Sarajevo, le Mo-120-RT est utilisé au sein de la FORPRONU par le 2e Régiment Etranger d'Infanterie de l'armée française et par l'armée néerlandaise. À la suite du bombardement du marché de Markale du 28 août 1995, les mortiers de la FORPRONU tirent 408 obus (290 obus français et 118 obus néerlandais) les 30 août et 1er septembre 1995 sur un total de 1 070 obus, le reste étant tiré par les AuF1 français et les L118 anglais.

### Guerre d'Afghanistan
Lors de la guerre d'Afghanistan, le Mo-120-RT est utilisé au sein de FIAS par l'armée française, l'armée italienne, l'armée néerlandaise et l'United States Marine Corps (avec leur version M327). Le mortier est décrit comme "très bien adapté au terrain afghan".
Les forces françaises en Afghanistan déploient quatre Mo-120-RT du 35e Régiment d'Artillerie Parachutiste en août 2008 sur la FOB Tora avec le tir de premiers obus dès le 7 août, puis deux mortiers lourds tirent 42 obus pendant l'embuscade d'Uzbin le 19 août. Le 93e Régiment d'Artillerie de Montagne utilise ses mortiers lourds au cours de la bataille d'Alasaï avec le tir de 38 obus. Le mortier sera aussi déployé par le 40e Régiment d'Artillerie, le 3e Régiment d'Artillerie de Marine et le 11e Régiment d'Artillerie de Marine, pour appuyer les troupes françaises, avec 10 Mo-120-RT déployés en 2010.
L'armée italienne déploie des Mo-120-RT de la brigade Folgore en 2009, qui sont utilisés le 31 mai 2009 pour riposter au harcèlement de la base italienne de Colombus situé à Bala Murghab (en) et tuent 20 talibans. Le mortier donne entièrement satisfaction par l'appui fourni aux troupes italiennes et par sa capacité au transport sous élingue par l'hélicoptère AB-205 ou à être tracté par un véhicule Iveco VTLM Lince.
L'armée néerlandaise déploie des Mo-120-RT de la 11th Airmobile Brigade (Netherlands) (en) en Afghanistan comme solution provisoire pour assurer la protection de ses bases avant l'arrivée d'automoteurs Panzerhaubitze 2000.
L'United States Marine Corps déploie des M327 du 26th Marine Expeditionary Unit (en) dans la province d'Helmand en 2011, où ils voient leur première utilisation au combat en tirant des obus le 29 janvier.

### Guerre du Mali
Lors de la guerre du Mali, le Mo-120-RT assure l'appui d'artillerie des unités françaises de l'opération Serval, 145 obus de mortier sont tirés par le 11e RAMa au cours de son mandat, dont la grande majorité pendant la bataille du Tigharghâr.
Ainsi, le GTIA1 du colonel Gèze est appuyé par les Mo-120-RT du 3e Régiment d'Artillerie de Marine déployés à partir du 14 janvier 2013, ils participent à la prise de Tombouctou les 27 et 28 janvier avant de rejoindre Gao. L'unité rentre à Bamako le 19 février et quitte le Mali dans la foulée, sans avoir tité d'obus.
Le GTIA2 du colonel Bert est appuyé par les mortiers du 11e Régiment d'Artillerie de Marine qui tirent des obus éclairant le 15 février au cours d'un raid en direction de Bourem. Cependant, le 11e RAMa est transféré au GTIA3 du colonel Gougeon le 21 février.
La  bataille du Tigharghâr voit l'engagement des mortiers du GTIA3, amputé de deux d'entre eux qui sont cédés au GTIA4 pour compenser le manque d'appui des parachutistes qui le composent. Les artilleurs sont contraint de protéger les obus du soleil avec des bâches pour éviter que la forte chaleur ne dégrade la précision des munitions. Le 11e RAMa tire dix obus de mortier le 26 février pour appuyer l'avance du GTIA3, dont un tir simultané avec des CAESAR tandis que le 28 février six obus visent un Obusier D-30 et trente-six autres visent des combattants djhadistes. La consommation de munitions des mortiers du GTIA4 est telle que soixante douze obus doivent être livrés en urgence par un hélicoptère Puma le 28 février. Les mortiers sont de nouveau utilisés le premier mars pour appuyer l'avance du GTIA4.
Dans le cadre de l'opération Barkhane, le Mo-120-RT fait partie de la chaîne d'appui feu française contre les groupe armées terroristes.

### Guerre civile yéménite
Lors de la guerre civile yéménite, des Mo-120-RT de l'armée de terre saoudienne sont utilisés pour bombarder les Houthis depuis la frantière entre l'Arabie Saoudite et le Yémen,.

### Conflit armé colombien
Lors du conflit armée colombien, des HY-12 sont utilisés en 2024 dans le sud-ouest du pays contre l'Estado Mayor Central, composé de dissidents des FARC.

### Guerre en Ukraine
Lors de l'invasion de l'Ukraine par la Russie, le Mo-120-RT est utilisé pendant la bataille de Bakhmout par la 93e Brigade mécanisée qui l'estime plus efficace que les autres mortiers de sa catégorie.